# Sotel Tchad
La Sotel Tchad, Société des télécommunications du Tchad est l’opérateur public historique de télécommunications fixes du Tchad. Il s'agit d'une société d'État créée en 1998 issue de la fusion de la Télécommunications internationales du Tchad (TIT) et de la branche télécom de l'Office national des postes et télécommunications (ONPT).

## Histoire
Privatisée en 2010 et vendue à la compagnie libyenne Lap Green, l’État tchadien a par la suite repris le contrôle de l’entreprise.

## Activités
Chargée de l’exploitation du réseau de téléphonie fixe, elle intervient aussi dans le domaine de la téléphonie mobile cellulaire sous la marque Salam, et fournit l’accès à internet par la technologie CDMA sous le nom commercial de Tawali.